# Mastogloiales
Ordre
Les Mastogloiales sont un ordre d'algues de l'embranchement des Bacillariophyta  et de la classe des Bacillariophyceae.

## Liste des familles
Selon AlgaeBase (9 mai 2022) :
- Mastogloiaceae Mereschkowsky, 1903

## Systématique
Le nom correct complet (avec auteur) de ce taxon est Mastogloiales D.G.Mann.